# Vaanes, o Apóstata
Vaanes Mamicônio (em latim: Vaanes; em grego: Βαάνης; romaniz.: Baánēs; em armênio: Վահան; romaniz.: Vahan), dito o Apóstata, foi um nobre armênio da família Mamicônio do século IV, assassinado entre 374/78. Esteve envolvido nos eventos políticos de seu tempo, apoiando os interesses do xainxá Sapor II (r. 309–379) e uma postura pró-iraniana dos armênios contra a postura pró-romana defendida pelo rei Ársaces II (r. 350–368) e outros membros da nobreza. Invadiu a Armênia com tropas do Império Sassânida com o intuito de impor o zoroastrismo e por conta dos vários excessos que cometeu, foi assassinado.

## Nome

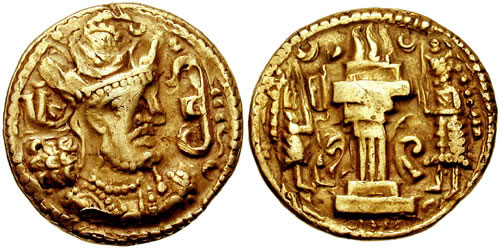
Dinar de ouro de r.

Vaanes (Vaanēs; Βαάνης, Baánēs) é a forma latina do teofórico armênio Vaã (Վահան, Vahan), ligado a Vaagne (Վահագն, Vahagn), o deus armênio, cujo nome derivou do parta Varragne (*Warhragn) / Vartagne (*Warθagn), do persa antigo Vertragna (Vṛθragna) e do avéstico Veretragna (𐬬𐬆𐬭𐬆𐬚𐬭𐬀𐬖𐬥𐬀, vərəθraγna), o deus iraniano da vitória. Como teofórico, também foi citado em armênio como Verã (Վռամ Vṙām), em persa médio como Vararã (𐭥𐭫𐭧𐭫𐭠𐭭, Waraḥrān) e Varã (𐭥𐭠𐭧𐭫𐭠𐭬, Waḥrām), em grego como Boanes (Βοάνης, Boánēs), Baranes (Βαρανης, Baranēs), Baânio (Βαάνιος, Baánios), Uarrames / Varrames (Ουαρράμης, Ouarrámēs), Barã (Βάραμ, Báram), Baramo (Βάραμος, Báramos) e Baram(a)anes (Βαραμ(a)άνης, Baram(a)ánēs), em georgiano como Barã (ბარამ, Baram),  em latim como Veramo (Veramus) e Vararanes e em persa novo como Barã (بهرام, Bahrām).

## Vida
Vaanes pertencia à família Mamicônio. Para Christian Settipani, era filho de Amazaspes, filho de Artavasdes I; para Cyril Toumanoff era filho de Artavasdes II. De todo modo, era irmão mais novo de Vasaces I e Vardanes I. Em data incerta casou-se com Hormisducte, irmã de Sapor II, que deu à luz a seu filho Samuel. Seu irmão Vasaces apoiou a aliança com os romanos enquanto Vardanes apoiou a aliança com os persas. Quando o rei Ársaces II (r. 350–368) matou Vardanes, foi à corte do xá Sapor II (r. 309–379) em Ctesifonte, converteu-se ao zoroastrismo e se casou com a irmã dele. Após a morte de Vasaces, torturado em 365 por Sapor II, este invadiu a Armênia, devastando e pilhando o país e deixando guarnições persas nas grandes cidades.
Meruzanes I Arzerúnio ajudou-o a impor o zoroastrismo e não hesitou em matar sua irmã Amazaspa, esposa de Gareguim II, que se recusou a apostatar. Ele, em seguida, saqueou a cidade de Vã e deportou as populações cristã e judaica. Segundo Moisés de Corene, também sitiou a rainha Farranzém em Artogerassa. Cometeu muitos excessos e despertou tanto ódio que foi assassinato por seu filho Samuel. Noel Lenski pensa que o Arrabanes citado por Amiano Marcelino pode ser associado a Vaanes.